# Trinidad e Tobago ai Giochi della XXXIII Olimpiade
Trinidad e Tobago ha partecipato ai Giochi della XXXIII Olimpiade, svoltisi a Parigi dal 26 luglio all'11 agosto 2024, con una delegazione di 17 atleti, 10 uomini e 7 donne, in 2 discipline.
I portabandiera alla cerimonia di apertura sono stati Dylan Carter e Michelle-Lee Ahye.

## Delegazione
| Sport            | Uomini | Donne | Totale |
| ---------------- | ------ | ----- | ------ |
| Atletica leggera | 7      | 6     | 13     |
| Ciclismo         | 2      | 0     | 2      |
| Nuoto            | 1      | 1     | 2      |
| Totale           | 10     | 7     | 17     |